# Alkylphenole

Strukturformel von 4-tert-Octylphenol

Die Alkylphenole sind eine Familie von  organischen Verbindungen, die durch die Alkylierung von Phenolen hergestellt werden. Der Begriff wird gewöhnlich für die kommerziell wichtigen Alkylphenole wie n-Propylphenole, Isopropylphenole, Butylphenole, Amylphenole, Hexylphenole, Heptylphenole, Octylphenole, Nonylphenole und Dodecylphenole verwendet. Man unterscheidet dabei „langkettige Alkylphenole“ (engl. Long chain alkyl phenols, LCAPs) und „kurzkettige Alkylphenole“ (engl. Short chain alkyl phenols, SCAPs). Auch die Methylphenole (Kresole), die Dimethylphenole (Xylenole) und die Ethylphenole zählen zu den Alkylphenolen.

## Kurzkettige Alkylphenole (SCAP)
Die kurzkettige Alkylphenole umfassen eine Gruppe von Alkylphenolen mit bis zu 3 weiteren Kohlenstoffatomen außerhalb des Phenolgerüsts als Seitenkette(n).
Insgesamt gehören 35 Phenole aus folgenden Untergruppen zu den SCAP:
- C0: Phenol (1 Isomer)
- C1: Kresole (3 Isomere)
- C2: Dimethylphenole (6 Isomere); Ethylphenole (3 Isomere)
- C3: Trimethylphenole (6 Isomere); Ethylmethylphenole (10 Isomere); n-Propylphenole (3 Isomere); iso-Propylphenole (3 Isomere)

Die Einführung der Gruppe der SCAP geschah mit dem Ziel, die in Umweltschadensfällen gemeinsam auftretenden Phenole von weiteren Phenolen mit anderen Eigenschaften und aus anderen Quellen zu unterscheiden. SCAPs fallen bei fast allen Produkten bzw. Nebenprodukten aus der Veredlung fossiler Brennstoffe an. Sie sind ebenso Bestandteil des Rohöls und von Benzin, aber kein Bestandteil unveredelter Kohle.
Es lassen sich vermutlich bis zu 3000 Grundwasserschadenfälle in der EU ableiten, in denen SCAP vorkommen.